# Old Shatterhand (powieść)

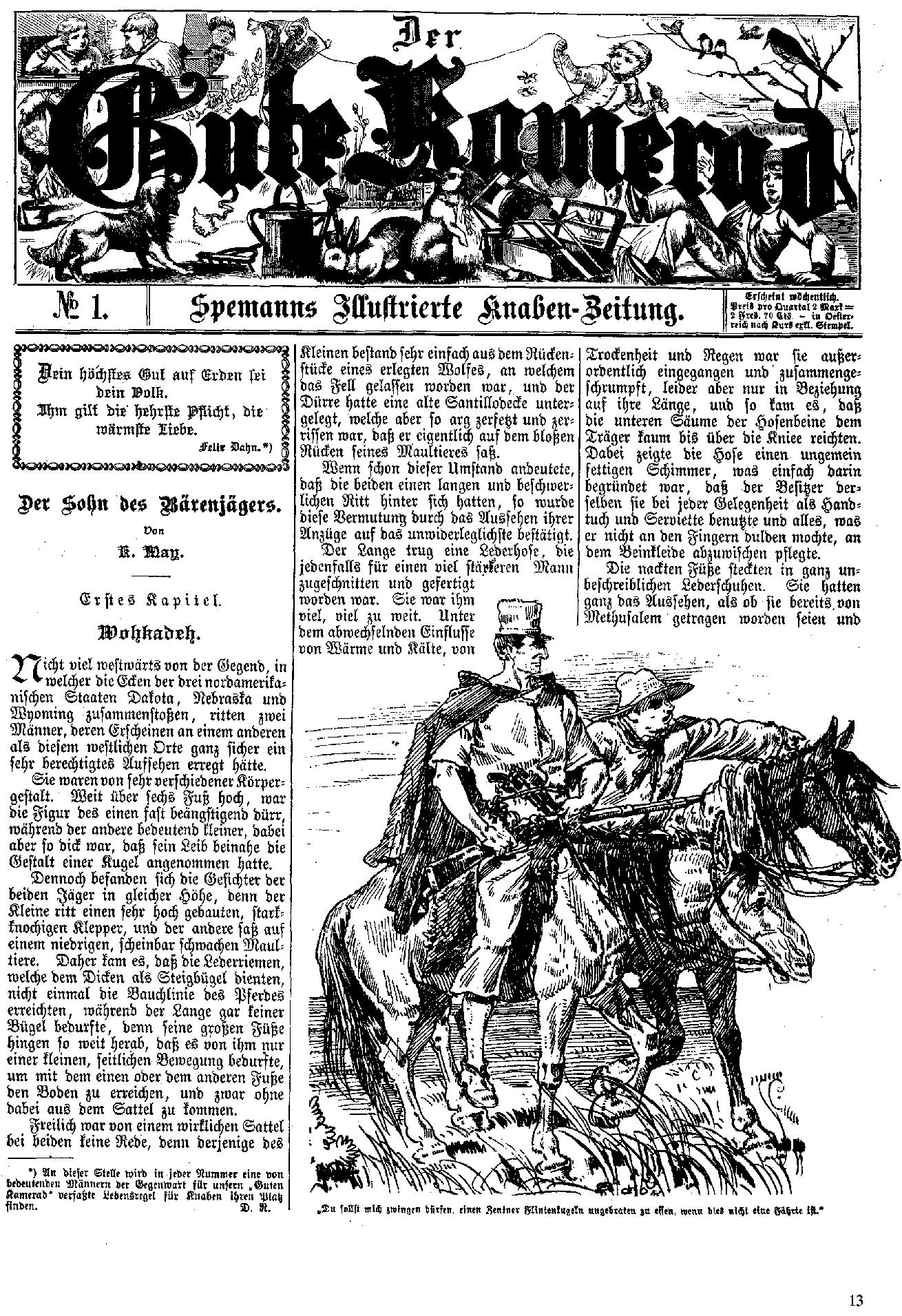
Czasopismo Der Gute Kamerad z roku 1887 z pierwszym odcinkiem powieści i ilustracją przedstawiającą (od lewej) Długiego Dave'a i Grubego Jemmiego.

Old Shatterhand, znana także jako Syn Łowcy Niedźwiedzi (org. Der Sohn des Bärenjägers) – powieść przygodowa o tematyce Dzikiego Zachodu autorstwa Karola Maya składająca się z 4 rozdziałów, wydawana najpierw w odcinkach w czasopiśmie Der Gute Kamerad (pl. Dobry kamrat) w 1887 roku i zawierająca także 22 ilustracje autorstwa niemieckiego malarza Konrada Weiganda. Pierwsze wydanie książkowe pochodzi z roku 1890.
Pierwszy polski anonimowy przekład został wydany w formie książkowej w 1931, w Zbiorze Ogólnym KAROLA MAYA tom 64 i 65 jako cykl "Wśród Sępów". Przekład ten został podzielony na 2 części: Old Shatterhand i Sępy Skalne. 

## Zarys fabuły[2]
Akcja powieści dzieje się w pustynnej okolicy na Dzikim Zachodzie, pomiędzy obozami plemion indiańskich, w okolicach Yellowstone.
Długi Dave i Gruby Jemmie natrafiają na nietypowe ślady na pustyni. Wkrótce badając sprawę śladów poznają pozostałych bohaterów powieści, z którymi przeżywają przeróżne przygody, aczkolwiek ich głównym zadaniem jest odbicie ojca Martina Baumanna z rąk plemienia Ogallalla.

## Główni bohaterowie
- Długi Dave – amerykański westman, towarzysz Jemmiego. Swój przydomek zawdzięcza dużemu wzrostowi i chudości
- Gruby Jemmie – niemiecki westman, towarzysz Dave'a.
- Winnetou – wódz Apaczów, towarzysz Old Shatterhanda.
- Old Shatterhand – niemiecki westman, towarzysz Winnetou
- Hobble-Frank – westman, znany z tego, iż jest kulawy. Uważa się za bardzo wykształconego, w rzeczywistości często przekręca słowa i pojęcia. Postać komiczna.
- Marcin Baumann – kilkunastoletni westman, pochodzi z Niemiec. Syn sławnego Łowcy Niedźwiedzi, mimo młodego wieku bardzo doświadczony i odważny.
- Wokhadeh – młody Indianin z wymarłego plemienia Mandanów, wychowany przez Siuksów.
- Murzyn Bob – stary, wierny służący Baumannów. Postać komiczna, często z powodu swojej żarłoczności i niedoświadczenia często wpada w tarapaty.
- Ciężki Mokasyn – wódz plemienia Ogallalla, znany z okrucieństwa.